# ステーク・オ・ポワブル

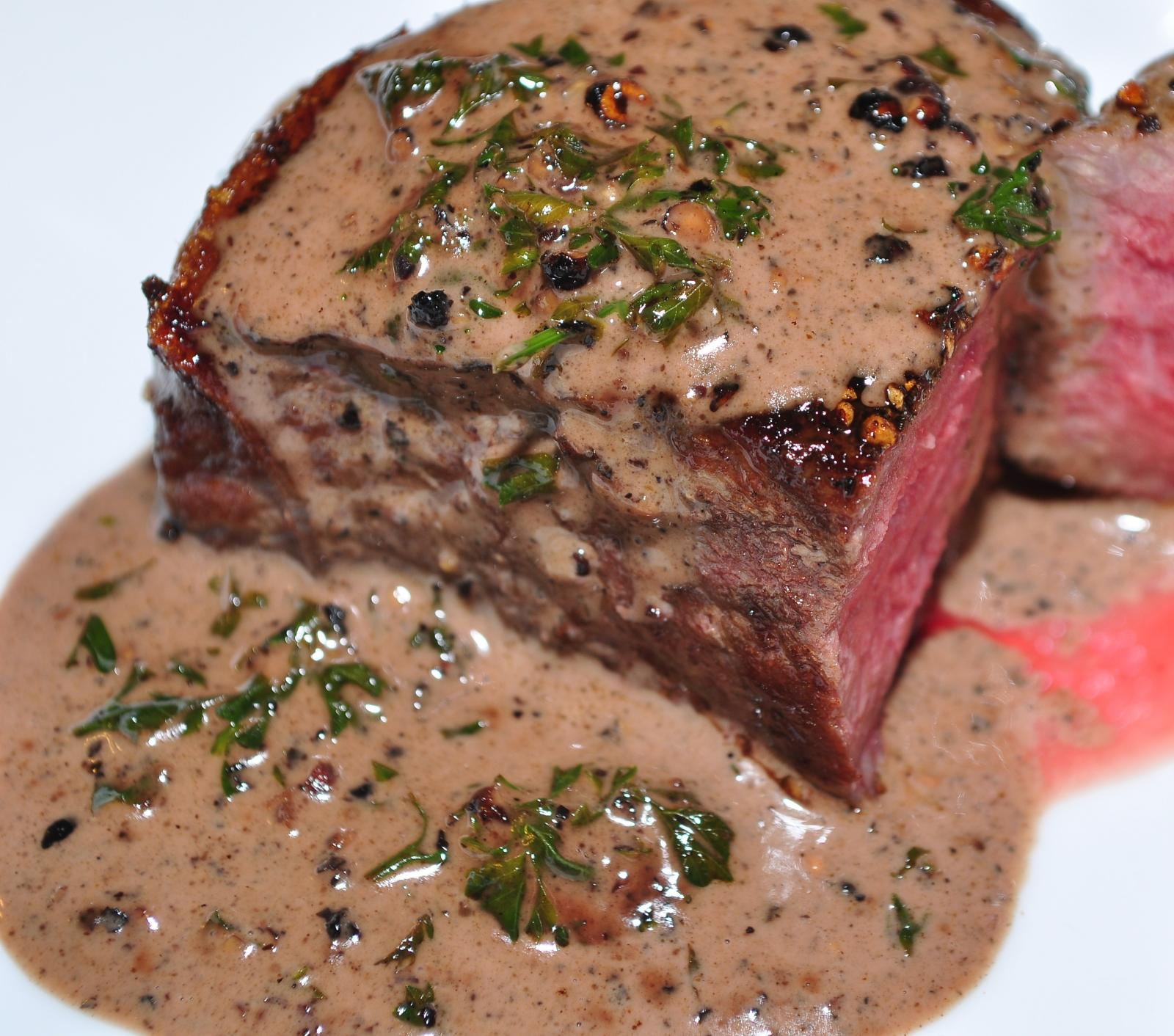
フィレ・ミニョンのステーク・オ・ポワブル ブラックペッパーソース

ステーク・オ・ポワブル（フランス語: steak au poivre）はフランス料理の一皿。黒胡椒のビーフステーキである。

## 概要
フランス料理は胡椒の使用は少ないが、その中でステーク・オ・ポワブルは例外的に胡椒を大量に使用する料理である。砕いた胡椒の鮮烈な香りを味わう料理となっている。

## 調理法の例
1. 牛肉を焼く前に胡椒の粒を砕き、牛肉の表面にまぶす[1]。
2. フライパンで加熱する。苦味やえぐみ、焦げ臭さを出さないように強火で手早く火を通すことが肝要となる[1]。
3. 焼いた後に牛肉の表面の胡椒をざっと払い落とす[1]。胡椒は牛肉に香りづけするのが目的であり、胡椒そのものを食べる目的の料理ではないため[1]。

## 名称について
牛肉の部位としてフィレを用いる場合はフィレ・オ・ポワブル（filet au poivre）とも呼ばれる。
英語圏では英語: pepper steakとも呼ばれるため、日本でもペッパーステーキと呼ばれることもある。ただし、英語圏でpepper steakと言うと中華料理の青椒肉絲を指すこともある。